# 岳州关
全国重点文物保护单位岳州关是一幢位于湖南省岳阳市城陵矶港客运码头东侧山丘的英式旧建筑，原为岳州关帮办公馆，俗称上洋关，建于清光绪二十七年（1901年）。2002年被公布为省级文物保护单位，2013年列入第七批全国重点文物保护单位名单。

## 建筑风格
岳州关邦办公馆修建在山丘顶，坐东朝西，占地面积415平方米，建筑面积860平方米。 整个建筑布局与建筑环境为欧美风格，而又大量吸取了一些传统建筑的常用手法，为中西建筑工艺的融合。
关房为砖、木、石混合结构的二层卷廊西式建筑，两层回廊均为砖砌方柱配西式卷门。上、下两层，各四间大房，左右两边房中都有壁炉，专用烟囱通屋顶，并大量使用玻璃，注重通风和采光。上下两层使用木楼板、木楼梯以及地下架空层，以解决隔潮。木屋架用材硕大，两层天花板采用泥木条抹灰。屋面类似四坡顶，但屋面陡峻，为西洋风格。

## 历史沿革

### 岳州关
岳州关为门户开放以来的第一个自开口岸。1898年清政府批准《内港行轮章程》之后，岳州被要求辟为商埠。1899年11月13日，岳州开埠，岳州关正式开关，为湖南最早的海关。马士署理岳州关税务司职务，继任者大多是外国人。1927年4月16日，岳州工会及岳州关分会发动游行示威，名义收回岳州关。马日事变后又恢复洋人统治。1930年7月，因红军攻打长沙，受战争影响，岳州关有关内设机构撤销迁往江汉关，保留城陵矶分卡。1939年6月30日，岳州关全部关闭。

### 上中下三馆
岳州关原有上、中、下三馆，上为帮办公馆，中为办公地点，下为税务司公馆，三栋英式建筑呈“品”字形立于城陵矶港附近的山丘，民间分别称为“上洋关”“中洋关”“下洋关”。1901年，三座关房及附属建筑完工。1992年，中下关房于城陵矶扩建港区时拆毁。